# Посольские книги
Посольские книги — сборники дипломатических документов Посольского приказа конца XV — начала XVIII вв. Ценный источник сведений по внешней политике Русского государства, а также по истории и исторической географии не только России, но и сопредельных государств. Особенно велика значимость для истории государств, собственные архивы которых не существовали или не сохранились, например, ногайской орды, сибирского ханства и т. п.
В Российском государственном архиве древних актов в Москве в фондах-коллекциях Посольского приказа хранится 766 посольских книг, из них 178 книг относятся к связям России со странами и народами Востока, 588 книг по связям со странами Запада. 610 книг относятся к связям с современными иностранными государствами, а 156 к связям с государствами, ныне вошедшими в состав России.
Из общего числа посольских книг к 1995 году было опубликовано только 153, большая часть публикаций находится в «Сборниках Русского исторического общества», и других малодоступных изданиях. Под руководством Н. М. Рогожина, доктора исторических наук, профессора, в.н.с. Института российской истории РАН, при участии А. А. Богуславского создаётся база данных по книгам, доступная через Интернет.

## Список рукописей входящих в состав архива Посольского приказа
При их поступлении в конце 1717 года в Коллегию иностранных дел : 

| По сношениям с европейскими государствами:        | По сношениям с азиатскими государствами: |
| ------------------------------------------------- | ---------------------------------------- |
| Польшей (1487-1701)                               | Крымом (1474-1695)                       |
| Германской империей (1488-1700)                   | Ногайцами (1489-1661)                    |
| Бранденбургом (1516-1689)                         | Турцией (1512-1700)                      |
| Швецией (1555-1699)                               | Грузией (1586-1693)                      |
| Данией (1559-1698)                                | Персией (1588-1692)                      |
| Римом (1580-82)                                   | Бухарой (1619-1678)                      |
| Англией (1589-1689)                               | Калмыками (1630-1677)                    |
| Францией (1615-1688)                              | Молдавией и Валахией (1643-1691)         |
| Голландией (1630-1695)                            | Китаем (1654-1692)                       |
| Гольштейном (1634-1642)                           | Хивой (1670-1691)                        |
| Венецией (1656-1688                               |                                          |
| Тусканией (1659-1663)                             |                                          |
| Испанией (1677-1688)                              |                                          |
| Мальтой (1697-1699)                               |                                          |
| По сношениям с православной церковью на востоке : | патриархами и монастырями (1509-1695)    |

## Список сохранившихся посольских книг PГАДА
Без учёта архивов Государственного Исторического музея, Библиотеки Академии Наук, Российской Национальной библиотеки и др.
- По фонду дип. отношений с Крымским ханством за 1474 — 1695 годы сохранилось 82 книги.
- По фонду дип. отношений с Польшей и Литвой за 1487 — 1701 годы сохранилось 256 книг.
- По фонду дип. отношений с Австрией и Германской империей за 1488 — 1698 годы сохранилось 49 книг.
- По фонду дип. отношений с Ногайской Ордой за 1489 — 1659 годы сохранилось 12 книг.
- По фонду связей с греческим православным духовенством за 1509-1694 годы сохранилось 12 книг.
- По фонду дип. отношений с Османской империей за 1512 — 1699 годы сохранилось 28 книг.
- По фонду дип. отношений с Тевтонским орденом и Пруссией за 1516 — 1689 годы сохранилось 6 книг.
- По фонду дип. отношений со Швецией  за 1555 — 1699 годы сохранилось 129 книг.
- По фонду дип. отношений с Данией за 1559 — 1698 годы сохранилось 24 книги.
- По фонду дип. отношений с Римом за 1576 — 1606 годы сохранилось 3 книги.
- По фонду дип. отношений с Англией за 1581 — 1688 годы сохранилось 20 книг.
- По фонду дип. отношений с Грузией за 1586 — 1700 годы сохранилось 16 книг.
- По фонду дип. отношений с Молдавией и Валахией за 1643 — 1691 годы сохранилось 24 книги.
- По фонду дип. отношений с Бухарским ханством за 1669 — 1742 годы сохранилось 7 книг.
- По фонду дип. отношений с Калмыцким ханством за 1672 — 1684 годы сохранилось 7 книг.

Не сохранились наиболее ранние комплексы посольских книг по взаимоотношениям Российского государства с Астраханским, Тюменским, Казанским и Крымским ханствами, Кабардой, Шемахой и Сибирью, относящиеся к концу XV - cередине XVI в.

## Источник
- Посольские книги конца XV - начала XVIII вв. Восточная литература. Дата обращения: 23 апреля 2011.